# Jasienica (Ukraina)
Jasienica, Jasionka Masiowa (ukr. Ясениця, Jasenycia) – wieś na Ukrainie, w obwodzie lwowskim, w rejonie samborskim (do 2020 roku w rejonie turczańskim), nad Stryjem. W 2001 roku liczyła 867 mieszkańców.
Miejscowość założona została w 1527 roku. W 1880 roku wieś liczyła 717, a w 1921 roku liczyła około 805 mieszkańców. W II Rzeczypospolitej miejscowość była siedzibą gminy wiejskiej Jasionka Masiowa w powiecie turczańskim, w województwie lwowskim.

## Ważniejsze obiekty
- Cerkiew greckokatolicka